# Marius Berliet
Marius Berliet, de nombre completo Marius Maximin François Joseph Berliet, (21 de enero de 1866 - 17 de abril de 1949) fue un mecánico, inventor y empresario automovilístico francés, fundador de la marca Berliet.

## Biografía

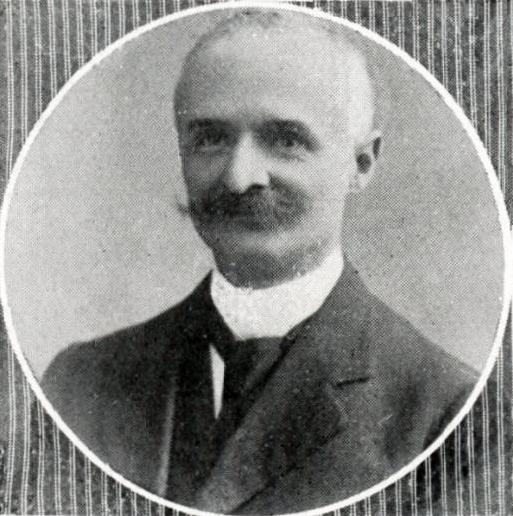
Marius Berliet en 1911

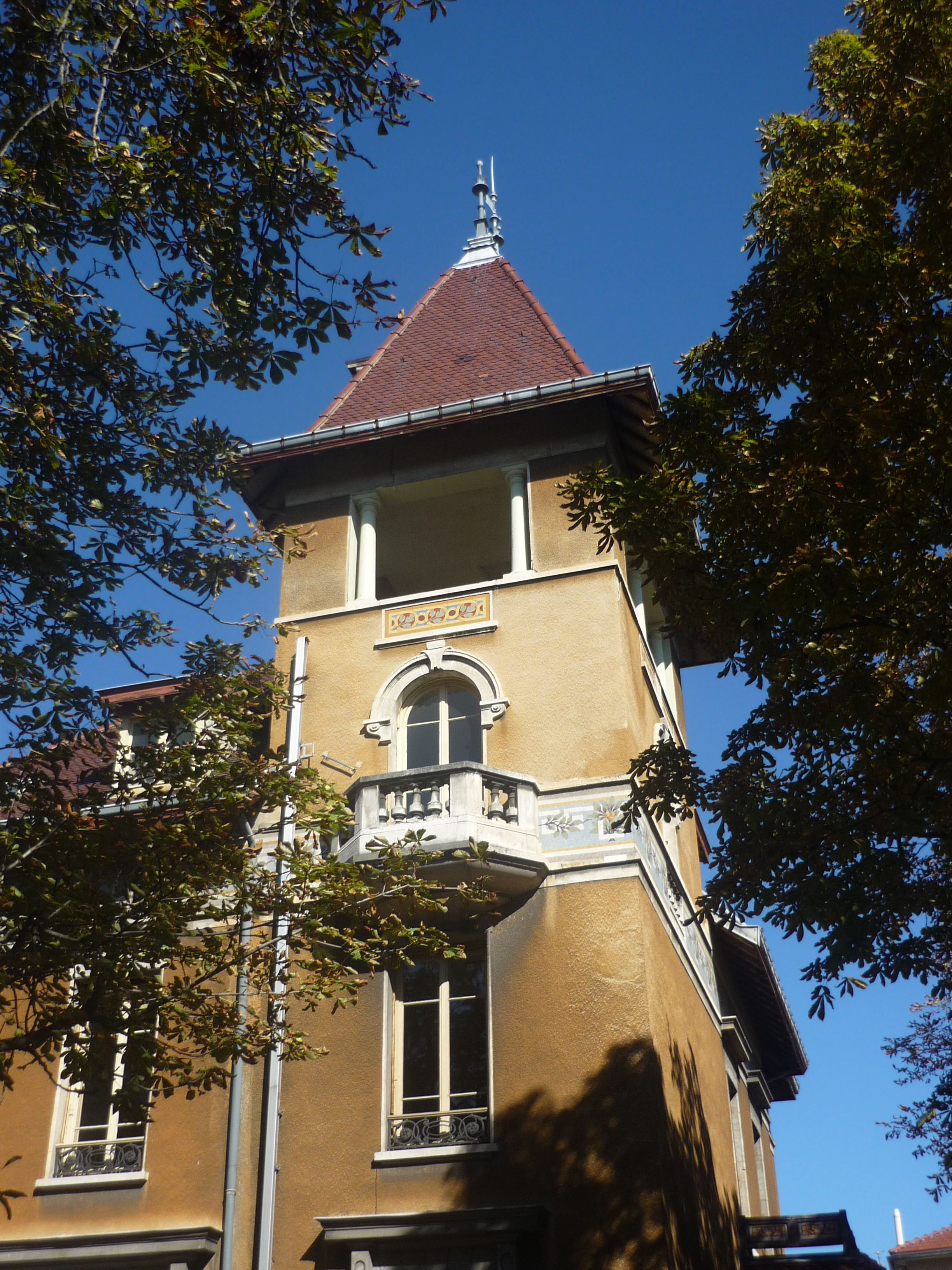
Villa de la famille Berliet.

Marius Berliet provenía de una familia de tejedores originaria del distrito de La Croix Rousse de Lyon. Habiendo perdido a sus padres a la edad de doce años, tuvo que continuar sus estudios en la escuela nocturna, donde se reveló su pasión por la tecnología.
En 1894, Berliet creó su primer motor en un taller familiar de 90 m² y lo instaló en un automóvil de su propia construcción en 1895. Al poco tiempo, con solo dos empleados, fundó su propio taller de automóviles.

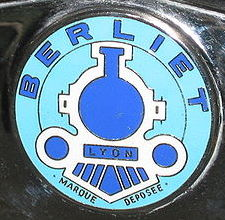
Los primeros emblemas de Berliet representaban una locomotora de vapor

En 1898 estaba desarrollando un nuevo tipo de motor, y sus automóviles se estaban volviendo populares en la región de Lyon. Sin embargo, carecía del capital inicial necesario para desarrollar el negocio, pero afortunadamente, en 1905 pudo vender a la compañía estadounidense American Locomotive Company una patente para la producción de uno de sus automóviles deportivos por 500.000 francos de oro. Gracias a este contrato, durante muchos años el logotipo de la compañía Berliet será la imagen de una locomotora de vapor. Con el dinero recibido de los estadounidenses, amplió la planta situada en el barrio de Monplaisir de Lyon.
En 1906, la compañía Berliet inició la producción de camiones, lo que la hará famosa. Pronto llamaron la atención del ejército francés, y en 1910 uno de sus coches se convirtió en el vehículo del Presidente de la República Francesa. Ese mismo año, Marius Berliet recibió la Legión de Honor.
Durante la Primera Guerra Mundial, recibió pedidos militares muy importantes, en particular, por varias decenas de miles de camiones Berliet CBA. En 1915, para satisfacer la demanda creciente del ejército, estableció nuevas fábricas en los suburbios de Lyon, Vénissieux y Saint-Priest. Este gran complejo industrial se desarrollaría hasta 1939.

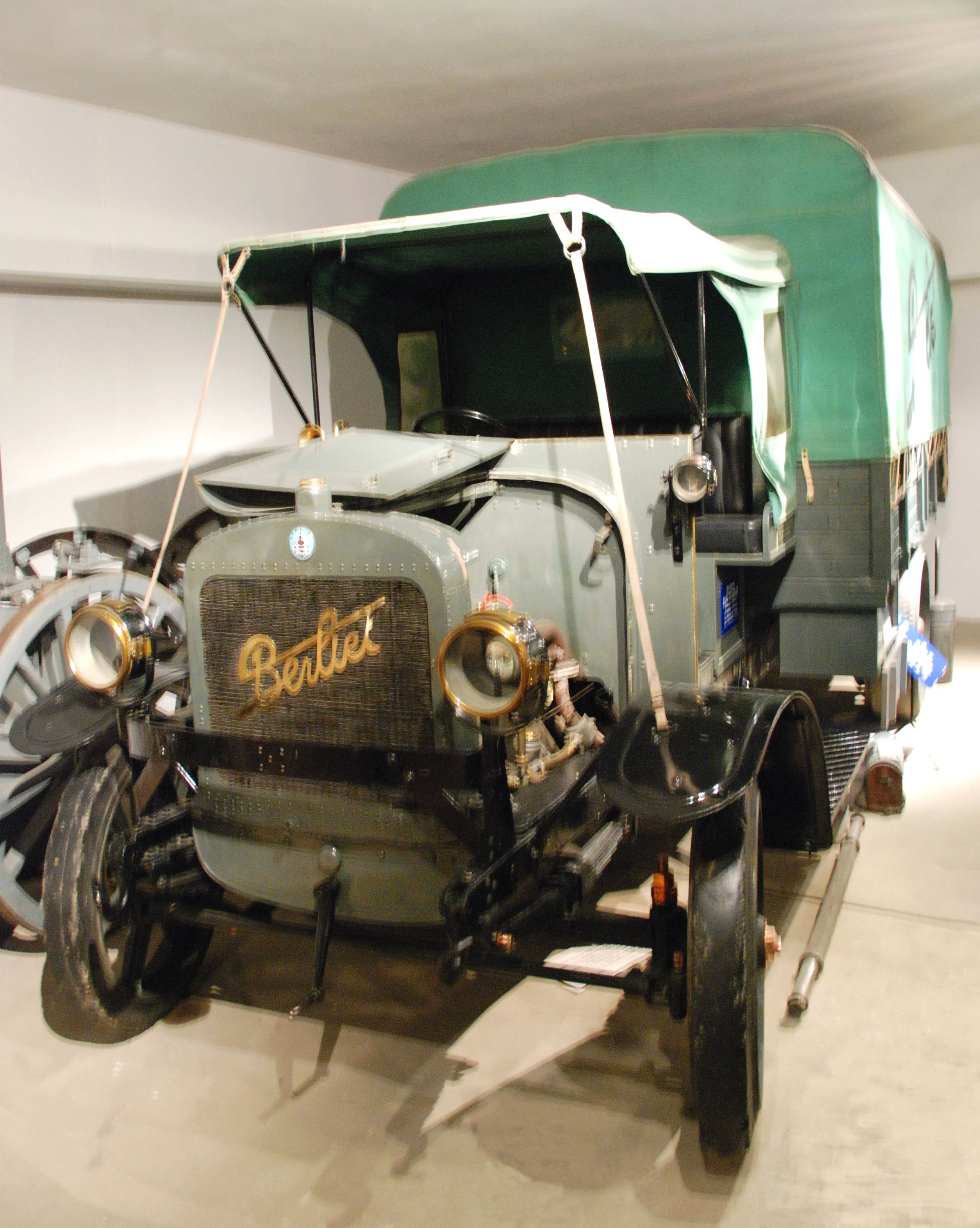
Camión Berliet CBA (1914)

Al comienzo de los años 1920, aproximadamente 5000 personas ya trabajaban en las plantas de Berliet. En sus plantas, Marius Berliet siguió una política de paternalismo:
- Por un lado, los trabajadores recibían un salario ligeramente más alto que en las fábricas competidoras. La familia Berliet celebra numerosos eventos sociales: construyó casas, escuelas, una granja y un estadio para las familias de sus trabajadores.[6]

- Por otro lado, imponía una disciplina férrea en sus empresas: quería controlar personalmente todos los matices del proceso de producción, disponiendo una gran cantidad de supervisores cuya tarea era señalar las infracciones del personal.

En 1936–1938, las plantas de Berliet sufrieron un período de agitación obrera, y numerosas huelgas interrumpieron  frecuentemente el trabajo de las fábricas. Así, en la huelga de 1936, participaron 4500 de los 5000 trabajadores de la empresa.
Con el inicio de Segunda Guerra Mundial, Berliet canceló por completo la producción de automóviles y se concentró en la producción de camiones. Después de la capitulación de Francia y la división del país, Lyon y las fábricas de Berliet quedaron en la "Francia de Vichy", y siguió suministrando sus camiones, incluso para las necesidades de la Alemania nazi. Después de la ocupación de la Zona Libre por las tropas alemanas, Marius Berliet fue uno de los últimos fabricantes de automóviles que trabajaron para la GBK (Generalbevollmächtigte für des Kraftfahrwesen) - una organización que controlaba toda la industria automotriz en Alemania y en la parte de Europa ocupada por los nazis. Sin embargo, debido a la escasez de materias primas, las plantas de Berliet produjeron tan solo unos 30 camiones de gasolina del modelo GDRA 28W.
En marzo de 1944, el Consejo Familiar de Berliet se negó ante los emisarios de la Resistencia francesa a sabotear las plantas de producción. En mayo del mismo año, las fábricas fueron sometidas a un bombardeo masivo por parte de la aviación de los Aliados.
Después de la liberación de Francia, Marius Berliet, que en aquel momento tenía ya 78 años, fue arrestado, siendo acusado de colaborar con el enemigo y de actividades antinacionales. En particular, se le acusó de producir camiones para el ejército alemán e ignorar la cooperación con el Movimiento de Resistencia (rechazando el sabotaje interno). El beneficio de Berliet durante la ocupación (de 1940 a 1944) se estimó en 502 millones de francos, de los cuales 174 millones fueron derivados del comercio con el enemigo. Además, se le acusó de la extradición involuntaria de uno de sus trabajadores entregado a la Gestapo. Además, se nombran gerentes externos que pasaron a controlar las plantas de producción.
En junio de 1946 se dictó la sentencia: dos años de prisión. En relación con los hijos de Marius, Jean y Paul Berliet, la sentencia fue aún más severa: cinco años de trabajo correccional. Además, se condenó a la familia a la confiscación de sus bienes por un monto de 200 millones de francos. La sentencia también prohibió que los tres residiesen en los departamentos del Ródano, Sena y Oise y Sena y Marne. La villa de propiedad familiar en estilo artdecó, construida entre 1913 y 1916 en Lyon, también se confiscó.
Marius Berliet murió en Niza el 17 de abril de 1949.

## Datos relevantes
- El 7 de noviembre de 1949, el Consejo de Estado reconoció la confiscación ilegal de las factorías y se las devolvió a la familia.[19] En 1977, estas plantas pasaron a ser propiedad de Renault Trucks.
- En la tierra natal de Berliet, la ciudad de Lyon, existe una calle de Marius Berliet.